# Grosser Rat
Die Bezeichnung Grosser Rat (französisch Grand Conseil, italienisch Gran Consiglio, rätoromanisch Cussegl grond) ist in manchen deutschsprachigen und in den meisten lateinischen Schweizer Kantonen die offizielle Bezeichnung des jeweiligen Kantonsparlamentes. In den anderen Kantonen heisst er Kantonsrat, Landrat oder (im Kanton Jura) Parlament.
Ein gewähltes Mitglied im Grossen Rat heisst meist entsprechend Grossrat bzw. Grossrätin.

## Geschichte
Der Name Grosser Rat ist eine Bezeichnung, welche in der Zeit des Ancien Régime in eidgenössischen Städteorten entstand. Im Gegensatz zum Kleinen Rat, welcher die eigentliche Regierungsgewalt ausübte, war ein Grosser Rat vor allem ein beratendes Gremium, um der Bürgerschaft ein politisches Gewicht zu geben.
Während der Helvetik bildete der Grosse Rat gemeinsam mit dem Senat das helvetische Parlament.
Nach Verabschiedung der Mediationsverfassung wurden beide Gremien wieder aufgelöst.

## Moderne
In den 1803 gegründeten modernen Kantonen trug das Parlament zumeist den Namen Grosser Rat.
Bis heute gilt dies in den folgenden Kantonen:
- Aargau
- Appenzell Innerrhoden
- Basel-Stadt
- Bern
- Freiburg
- Genf
- Graubünden
- Neuenburg
- Tessin
- Thurgau
- Waadt
- Wallis

Früher hiess das Parlament auch in weiteren Kantonen Grosser Rat, nämlich in:
- Solothurn bis 1840,
- Zürich bis 1869,
- Zug bis 1873,
- Appenzell Ausserrhoden bis 1876,
- Schaffhausen bis 2002,
- St. Gallen bis 2003
- Luzern bis 2008.

Heute gilt dort überall die (erstmals 1833 im Kanton Schwyz anstelle von Landrat eingeführte) Bezeichnung Kantonsrat.